# Plegafulles boscà oriental
El plegafulles boscà oriental (Automolus subulatus) és una espècie d'ocell de la família dels furnàrids (Furnariidae).

## Hàbitat i distribució
Habita la selva pluvial de les terres baixes per l'est dels Andes, a través d'Equador oriental i est de Perú fins al nord de Bolívia i oest amazònic del Brasil.

## Taxonomia
Antany era inclosa al gènere Hyloctistes i considerada coespecífica amb el plegafulles boscà occidental (A. virgatus). Les diferències en el cant, però, van propiciar la proposta de considera-la espècies diferents a finals del segle passat, si bé no tots els autors van seguir la proposta. En època més recent, i arran estudis moleculars, s'han inclòs al gènere Automolus i s'han separat en dues espècies.